# Daryl Gregory
Daryl Gregory es un escritor estadounidense de ciencia ficción y fantasía, originario de la región de Chicago pero residente desde hace un largo periodo de State College.
Sus cuentos han sido publicados en las revistas Asimov's Science Fiction, The Magazine of Fantasy & Science Fiction y The Year's Best SF. Gary K. Wolfe, crítico de la revista de ciencia ficción Locus, lo llamó "uno de los más pometedores" escritores nuevos en este género.[cita requerida]
El cuento Segunda Persona, Tiempo Presente es su primer trabajo traducido al español. Ganadora del premio Asimov's Reader's Choice Award, ha sido traducida al alemán, y se preparan traducciones al hebreo y polaco.  Daryl también ha explorado la física cuántica en el cuento "Dead Horse Point". 
Su novela "Pandemonium" recibió el premio William L. Crawford en 2009.

## Obras
- "We Are All Completely Fine" (novela corta, 2014) - Ganador del Premio Shirley Jackson.[4]
- "The Devil's Alphabet" (novela, 2009)
- "Pandemonium" (novela, 2008)
- "Unpossible" (2007)
- "Dead Horse Point" (2007)
- "Damascus" (2006)
- "Gardening at Night" (2006)
- "Second Person, Present Tense" (Agua/Cero: una antología de Proyecto Líquido)— ganador del premio Asimov's Readers' Choice, y finalista de los premios Fountain y Sturgeon.
- "The Continuing Adventures of Rocket Boy" (2004)
- "Free, and Clear" (2004)
- "An Equitable Distribution" (1997)
- "The Sound of Glass Breaking" (1992)
- "Taking the High Road" (1991)
- "In the Wheels" (1990)